# Mi‘ilyā
Mi‘ilyā (hebreiska: מעליא, Mi’ilyā) är en del av en befolkad plats i Israel.   Den ligger i distriktet Norra distriktet, i den norra delen av landet. Mi‘ilyā ligger 525 meter över havet och antalet invånare är 2 700.
Terrängen runt Mi‘ilyā är kuperad, och sluttar brant västerut.Runt Mi‘ilyā är det ganska tätbefolkat, med 90 invånare per kvadratkilometer. Närmaste större samhälle är Maalot Tarshīhā, 1,6 km sydost om Mi‘ilyā. Trakten runt Mi‘ilyā består till största delen av jordbruksmark.